# صنهاجة (القنادلة)
صنهاجة هو دُوَّار يقع بجماعة أولاد عيسى، إقليم الجديدة، جهة الدار البيضاء سطات في المملكة المغربية. ينتمي الدوّار لمشيخة القنادلة التي تضم 11 دوار. يقدر عدد سكانه بـ 304 نسمة حسب الإحصاء الرسمي للسكان والسكنى لسنة 2004.

## روابط خارجية
- البوابة الوطنية للجماعات الترابية نسخة محفوظة 12 مارس 2018 على موقع واي باك مشين.
- المندوبية السامية للتخطيط